# 博伊德鎮區 (北卡羅萊納州特蘭西瓦尼亞縣)
博伊德鎮區（英語：Boyd Township）是位於美國北卡羅萊納州特蘭西瓦尼亞縣的一個鎮區。

## 地方資料
博伊德鎮區的面積為124.31平方千米，皆為陸地。根據2020年美國人口普查的數據，當地共有人口3613人，而人口密度為每平方千米29.06人。